# Kolačkov
Kolačkov je obec na Slovensku v okrese Stará Ľubovňa v Prešovském kraji. Žije zde přibližně 1 300 obyvatel. První písemná zmínka o obci pochází z roku 1312.

## Poloha a charakteristika
Obec se nachází v severní části Levočských vrchů. Sousedí s obcí Nová Ľubovňa. Má dvě místní části: Pastovník a Rovienku. Obcí protéká Kolačkovský potok.

## Historie
Obec vznikla koncem 13. století na území, které dal v roce 1293 Ondrej III. spišskému převorství. V listině z roku 1312 se uvádí jako Calacz. Od roku 1390 ji vlastnil probošt napůl s kapitulou. Kolem roku 1460 byla zničena. V roce 1464 dal probošt Petrovi z Chmeľnice práva, aby ji znovu osídlil.
V roce 1787 měla 72 a roku 1828 127 domů. V 1. polovině 19. století zde byl v provozu hamr, který v 60. letech 19. století zanikl. Obyvatelstvo se zabývalo zemědělstvím, pastevectvím, dřevorubectvím a výrobou dřevěného nářadí a sukna.
Během SNP operovalo v katastru obce několik partyzánských skupin. Při osvobozování obce došlo k tuhému boji, ve kterém zahynulo 7 Němců a 1 sovětský poručík. Obec byla osvobozena jednotkami 320. gardového střeleckého pluku 24. ledna 1945.
Po druhé světové válce byl v obci zaveden telefon, elektrická síť (1955), místní rozhlas a veřejné osvětlení. V roce 1993 byl v obci vybudován vodovod.
V obci stojí původně římskokatolický gotický kostel svatého Michala archanděla z počátku 14. století. Po roce 1787 byl přestavěn a klasicistně upraven. Kostel je jednolodní s obdélníkovým presbytářem. Na jednom z opěrných pilířů na západní straně kostela vpravo od vchodu je umístěn pozdněrenesanční epitaf zemana Samuela Kolačkovského (nar. cca 1578 - 23.2.1612), epitaf je z červeného mramoru s erbem rodu Kolačkovský a erbem manželky Samuela Eufémie Fabiny. Erby jsou po stranách provázeny latinským textem psaným majuskulou. 